# 鵜沼市民サービスセンター
鵜沼市民サービスセンター（うぬましみんサービスセンター）は、岐阜県各務原市にある各務原市が運営する公共施設。
2017年（平成29年）3月21日竣工。各務原市鵜沼地区の市民サービスの拠点であり、同建物内に「うぬま子供館」「東保健相談センター」を併設する。

## 概要
庁舎の中心にはギャラリー等に使用できる「交流ホール」を設置。鵜沼宿に近いこともあり、宿場町の建物を現代風にアレンジした外観となっている。
業務は住所変更・戸籍などの各種届出、住民票・印鑑証明などの発行、公金の収納など。
「うぬま子供館」は2階の約半分と1階の一部、「東保健相談センター」は1階の約3分の1を占める。

## 取り扱い業務
- 住所変更の手続き（転入、転出、転居など）
- 戸籍の届出（出生届、結婚届など）
- 住民票、戸籍などの謄本・抄本の発行
- 印鑑登録、印鑑登録証明書の発行
- 所得証明、資産証明などの税証明の発行
- 国民健康保険、国民年金の加入・脱退などの手続き
- 税金、保険料など公金の収納
- 市役所へ提出する届書の取り次ぎ

## 所在地
- 岐阜県各務原市鵜沼羽場町2-53番地

## アクセス

### 道路
- 国道21号「鵜沼羽場町4」交差点北500m。

### 公共交通機関
- 各務原市ふれあいバス 鵜沼線・東西線、ふれあいタクシー「鵜沼市民サービスセンター」バス停下車。
- 名鉄各務原線 羽場駅下車。徒歩で約7分。

## 周辺施設
- 各務原市立鵜沼中学校
- 鵜沼福祉センター
- 皆楽座
- うぬま第二幼稚園
- 合歓の木幼稚園
- 各務原市消防本部東部方面消防署